# Macrostemum dairiana
Macrostemum dairiana is een schietmot uit de familie Hydropsychidae. De soort komt voor in het Oriëntaals gebied.